# Simulium scutellatum
Simulium scutellatum är en tvåvingeart som först beskrevs av Lane och Porto 1940.  Simulium scutellatum ingår i släktet Simulium och familjen knott. Inga underarter finns listade i Catalogue of Life.